# ویه‌را بیلا
ویه‌را بیلا (چکی: Věra Bílá؛ ۲۲ مهٔ ۱۹۵۴ – ۱۲ مارس ۲۰۱۹) خواننده و نوازنده اهل کشور جمهوری چک از قوم مردم کولی بود که در ابتدا با اجرای آهنگ‌های محلی و پاپ کولی مورد تحسین قرار گرفت. اغلب او را «الا فیتزجرالد موسیقی کولی» یا «ملکه کولی» می‌نامیدند.